# Gaspar Cassadó
Gaspar Cassadó i Moreu (Barcelona, 5 de octubre de 1897 - Madrid, 24 de diciembre de 1966) fue un gran violonchelista y compositor español. Considerado uno de los más grandes violonchelistas de su tiempo, tenía, además, como compositor un talento excepcional. Sus obras originales se inspiraron en numerosas ocasiones en las formas y estilo hispánico antiguo.

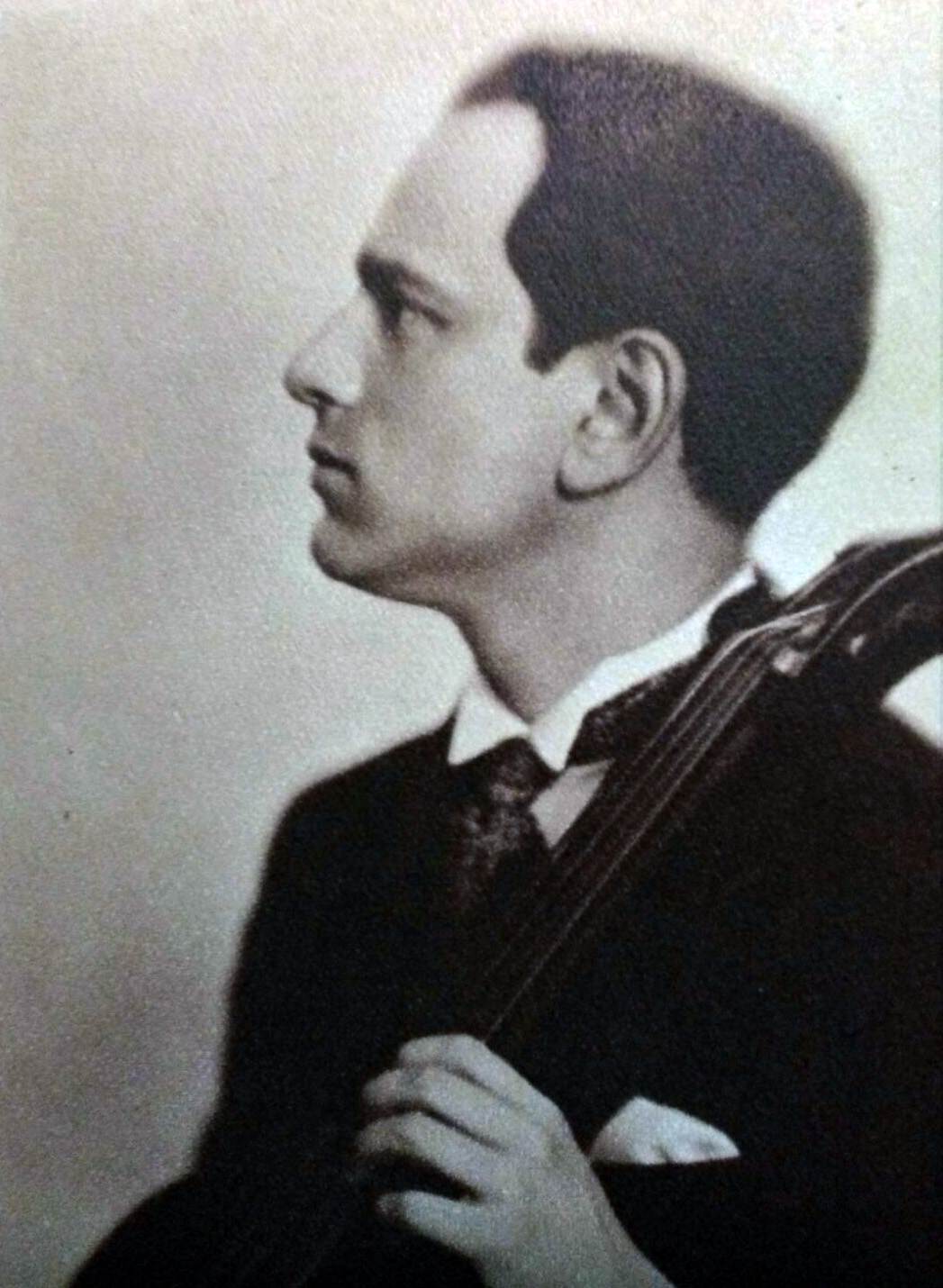
Gaspar Cassadó

## Biografía
Cassadó nació en Barcelona. Su padre, Joaquim Cassadó i Valls, era maestro de capilla de la Basílica de la Merced (Barcelona). Su madre, Agustina Moreu i Fornells, era de Mataró y hermana de Pepita Moreu, la que fue amor imposible de Antonio Gaudí. Gaspar Cassadó comenzó a estudiar música a los cinco años con su progenitor y a los siete comenzó a tomar lecciones de violonchelo con el maestro Dionisio March, de la misma Capilla de la Merced que dirigía su padre. A los nueve, tocó en un recital donde casualmente estaba Pau Casals entre el público, que ofreció inmediatamente darle clases. La ciudad de Barcelona le concedió una beca de modo que él pudiera estudiar con Casals en París.
Su padre se trasladó allí con Gaspar y con su hermano mayor, Agustí, que también demostraba grandes dotes como violinista. El talento del joven Gaspar le abrió las puertas de los círculos musicales de París, donde tomaría clases de armonía y composición con Maurice Ravel y gozaría de la amistad de los compositores Manuel de Falla y Alfredo Casella y del pianista Ricardo Viñes. Fue el violoncelista que estudió más tiempo con Casals.
En 1914 estalló la Primera Guerra Mundial y su hermano Agustí murió víctima de una epidemia. Gaspar regresó a Barcelona y comenzó a ofrecer conciertos con las principales orquestas de España. A partir de 1918 actuó también en Francia e Italia, gracias a su amistad con Casella. En 1920 realizó una gira por Argentina. Desde 1922 comenzó a dar a conocer composiciones propias, tanto piezas para violonchelo como conciertos, música de cámara, oratorios y una sardana. También realizó transcripciones para violonchelo. En 1923 y gracias a la amistad con Francesco von Mendelssohn conoció a la cantante y pianista Giulietta Gordigiani, con la que vivió durante más de tres décadas, estableciéndose en Florencia. Gaspar y Giulietta crearon un dúo de violonchelo y piano con el que recorrieron los escenarios europeos durante más de una década cosechando un gran éxito. Giulietta Gordigiani, viuda de Robert von Mendelssohn le ofreció un apoyo fundamental para el desarrollo e impulso de su carrera, además de una excelente colaboración al piano. Grandes virtuosos, cosecharon durante años el elogio del público y la admiración de la crítica. En 1940 realizó una gira por Estados Unidos y pasó los años de la Segunda Guerra Mundial en la villa de Striano, junto a Giulietta. 
Su carrera sufrió una merma muy importante e irreparable en la posguerra, debido fundamentalmente a una famosa carta que publicó su otrora maestro Casals en el New York Times acusándolo, injustamente, de colaboracionismo con los regímenes fascistas y solicitando no se le permitiese volver a tocar en los países aliados. Cassadó compaginó su carrera como solista con su participación como jurado en concursos internacionales. Desde 1946 fue profesor de la Accademia Chigiana de Siena, y desde 1958 de la Staatliche Hochschule für Musik de Colonia. En este año fue cofundador del "Curso de música española Música en Compostela" en Santiago de Compostela.
En 1949 estrenó el Concierto en modo galante de Joaquín Rodrigo con la Orquesta Nacional de España y Ataulfo Argenta.
En 1959 se casó con la pianista Chieko Hara. En 1964 interpretó seis sonatas para chelo de Boccherini utilizando uno de los instrumentos que fueron propiedad del compositor. Las partituras habían sido encontradas en los archivos del Duque de Hamilton, en Escocia, por Eve Barsham, que lo acompañó en la interpretación.
En 1966 Cassadó realizó una gira para recaudar fondos tras las inundaciones en Florencia. Falleció de un ataque cardíaco en Madrid y su cuerpo fue trasladado a Barcelona.
Desde 1969 se celebra cada dos años en Florencia el "Concurso Internacional de Violoncello Gaspar Cassadó".
El fondo de Gaspar Cassadó se conserva en la Universidad de Tamagawa (Tokio) y el de la familia Cassadó se conserva en la Biblioteca de Cataluña.

## Obra

### Guitarra solo
- Canción de Leonardo
- Catalanesca
- Dos Cantos Populares Finlandeses
- Leyenda Catalana
- Préambulo y Sardana
- Sardana Chigiana

### Música de cámara
- 1926, Trío para piano en do mayor
- 1929, Cuarteto de cuerdas n.º 1 en fa menor
- 1930, Cuarteto de cuerdas n.º 2 en sol mayor
- 1933, Cuarteto de cuerdas n.º 3 en do menor

### Orquesta
- 1926, Concierto para violonchelo en re menor

### Transcripciones para violoncelo solo
- Johann Sebastian Bach - Cello Suite n.º 4, BWV 1010
- Frédéric Chopin - Étude Op. 25 n.º 1
- George Frideric Handel - The Harmonious Blacksmith

### Transcripciones para violonchelo y piano
- Isaac Albéniz:
  - Cádiz (Serenata española)
  - Malagueña Op. 165, n.º 3
- Martin Berteau - Studio
- Luigi Boccherini - Minuetto
- Alexander Borodin - Serenata alla spagnola
- Jean-Baptiste Breval - Sonata en sol mayor
- Frédéric Chopin - Minute Waltz, Op. 64 n.º 1
- Constantino de Crescenzo - Prima Carezza
- Claude Debussy:
  - Clair de Lune
  - Golliwog's cakewalk
  - Minstrels
- Antonín Dvořák - Sonatine en sol mayor Op. 100
- Gabriel Fauré - Nocturne n.º 4
- Enrique Granados - Intermezzo (de opera Goyescas)
- Ernesto Halffter - Canzone e Pastorella
- Blas de Laserna - Tonadilla
- Franz Liszt - Liebestraum Notturno Nr.3
- Benedetto Marcello:
  - Sonata n.º 1 en do mayor
  - Sonata n.º 4 en la menor
- Federico Mompou - Chanson et Danse
- Wolfgang Amadeus Mozart
  - Rondo Alla Turca
  - Serenata de Don Giovanni [Deh vieni alla finestra]
  - Sonata K.358
- Georg Muffat - Arioso
- Ignacy Jan Paderewski - Menuett
- Manuel María Ponce - Estrellita
- Johann Strauss II - An der schönen blauen Donau
- Federico Moreno Torroba - Fandanguillo

### Violonchelo solo
- Suite

### Violonchelo y orquesta
- Concierto para violonchelo en fa mayor, basado en el «Concerto n.º 3 en la mayor, Wq.172» de Carl Philipp Emanuel Bach
- Concierto para violonchelo en re mayor, basado en el «Concierto para trompa n.º 3 en mi bemol mayor, K.447» de Wolfgang Amadeus Mozart
- Concierto para violonchelo en la menor, basado en la «Sonata para arpeggione y piano, D.821» de Franz Schubert
- 1940, Concierto para violonchelo en mi mayor, basado en las «Piezas para piano, Op.72» de Piotr Ilich Chaikovski
- Concierto para violonchelo en re mayor, basado en el «Concierto para clarinete n.º 2, en mi bemol mayor, Op.74» de Carl Maria von Weber
- Concierto para violonchelo en mi menor, basado en la «Sonata n.º 5, RV.40» de Antonio Vivaldi

### Transcripción para Guitarra y orquesta
- Concierto n.º 6 para violonchelo y orquesta de Luigi Boccherini (dedicado a Andrés Segovia)

### Violoncelo y piano
- Allegretto Grazioso
- Minuetto
- Pastorale
- Rapsodia del Sur
- 1925, La Pendule, la Fileuse et le Galant
- 1925, Serenade
- 1925, Sonata en la menor
- 1925, Sonata nello stile antico spagnuolo
- 1925, Toccata
- 1926, Danse du diable vert
- 1931, Lamento de Boabdil
- 1934, Requiebros
- 1935, Partita
- 1954, Archares
- 1957, Morgenlied